# Ewa Kłobukowska
Ewa Janina Kłobukowska (Warschau, 1 oktober 1946) is een Poolse voormalige sprintster. Ze nam eenmaal deel aan de Olympische Spelen en won bij die gelegenheid twee medailles (goud en brons). Kłobukowska had in de jaren daarna de twijfelachtige eer twee keer een geslachtstest te moeten ondergaan. Voor de eerste test slaagde ze, na de tweede test werd ze geschorst.

## Biografie

### 1964: Eerste successen
Kłobukowska ging naar dezelfde school als de vijf maanden oudere Irena Kirszenstein. Ze was op haar zestiende al een van de beste 100 meterloopsters van Polen. Ze was een lange blonde vrouw, die niet om aandacht van mannen verlegen zat. In september 1964 verbeterde ze het Poolse record op de 100 m tot 11,3 s.
Op haar achttiende vertegenwoordigde ze Polen bij de Olympische Spelen van 1964 in Tokio op de onderdelen 100 m en de 4 x 100 m estafette. Op het individuele onderdeel won ze een bronzen medaille door met 11,6 achter de Amerikaanse atletes Wyomia Tyus (goud; 11,4) en Edith McGuire (zilver; 11,6) te eindigden. Met haar teamgenotes Teresa Ciepły, Irena Kirszenstein en Halina Górecka nam ze als slotloopster deel aan de 4 x 100 m estafette. Met 43,6 verbeterden ze het wereldrecord.
Op 9 juli 1965 verbeterde Kłobukowska in Praag het wereldrecord op de 100 m tot een tijd van 11,1. Ook haar landgenote Irena Kirszenstein kwam bij deze wedstrijd in 11,1 over de finish.

### 1966: Naaktparade
Het jaar daarop in 1966 trad Ewa Kłobukowska aan bij de Europese kampioenschappen in Boedapest. Voorafgaand aan de wedstrijd waren alle dames verplicht om naakt in een rij langs een team van gynaecologen te lopen om zo te bewijzen dat ze geen man waren. Later werd dit ook wel minachtend 'de naaktparade' genoemd. Kłobukowska doorstond deze vernederende test en won in Boedapest twee gouden medailles op de 100 m sprint en op de 4 x 100 m estafette. Bovendien won ze op de 200 m een zilveren medaille in 23,4.

### 1967: Eén chromosoom te veel
Voorafgaand aan de Europacup te Kiev werd Koblukowska opnieuw onderzocht, omdat de twijfels rond haar geslacht bleven. Ditmaal werd een team van zes medisch specialisten erop gezet. Na dit onderzoek werd de atlete voor het leven geschorst, omdat ze volgens de IAAF "één chromosoom te veel" had. Deze uitspraak leidde tot veel misverstanden. Uit de medische literatuur is bekend geworden, dat Klobukowska een genetisch mozaïek heeft van XX/XXY. Inwendige testes waren bij haar al eerder verwijderd.
Het jaar daarop verplaatste het onderzoek van het IOC zich naar het laboratorium. In vrouwelijke cellen met twee X-chromosomen is er één uitgeschakeld. Deze zogenoemde Barr Body kan met kleurstof zichtbaar worden gemaakt, en ontbreekt in mannelijke cellen. Als er dus geen Barr Body gevonden wordt in de cellen van vrouwelijke atleten, is er reden voor verder onderzoek omdat dit duidt op de aanwezigheid van een Y-chromosoom. Klobukowska had in elke cel echter twee X-chromosomen en zou de test van het IOC dus doorstaan hebben, maar was inmiddels al geschorst.

### 1969: Records geschrapt
In 1969 schrapte de IAAF ook haar records. Haar titels mocht ze behouden. Zo ontstond de merkwaardige situatie, dat het Amerikaanse team op de estafette in Tokio als tweede eindigde met een nieuw wereldrecord.

## Titels

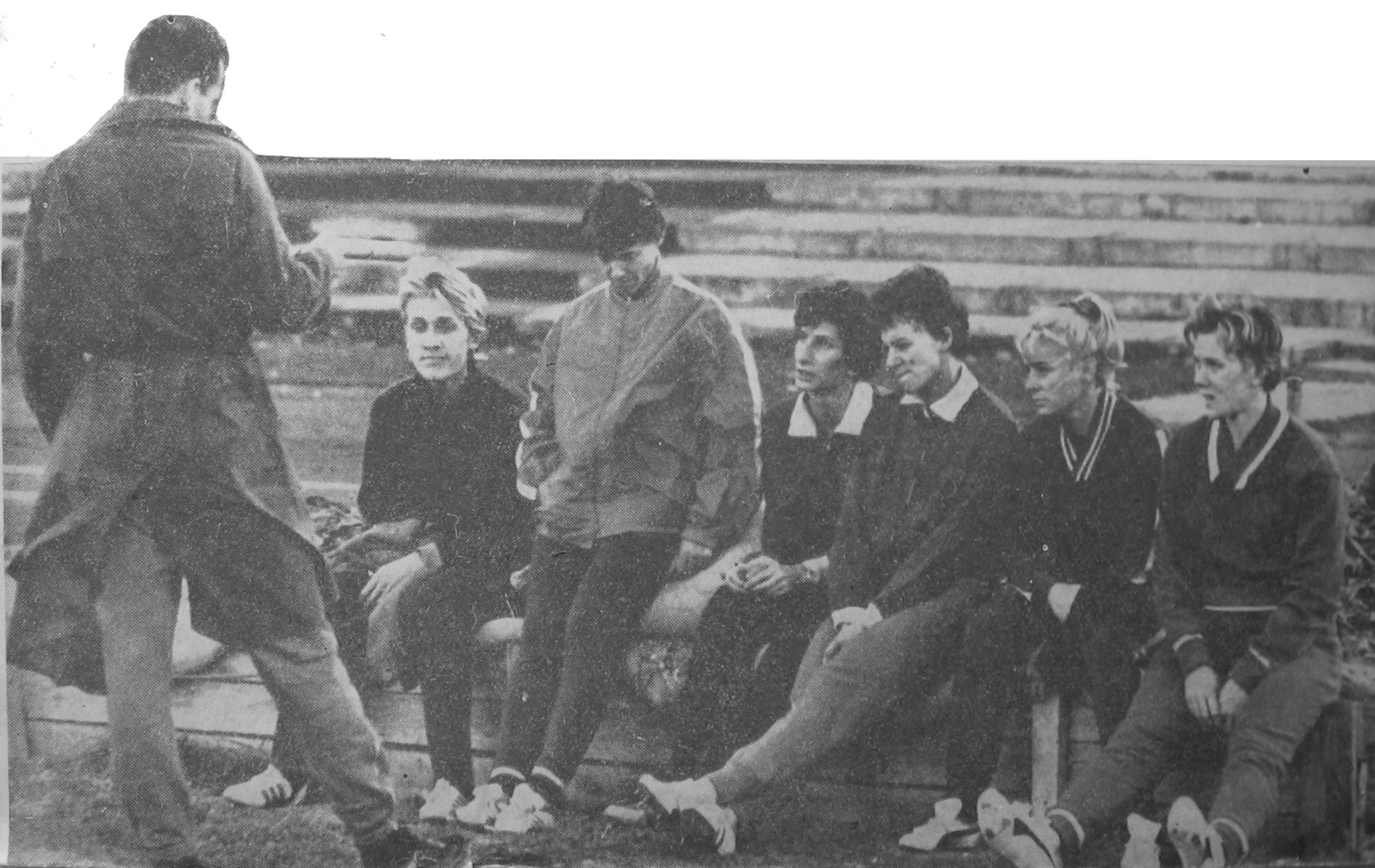
Ewa Kłobukowska links op de bank, 1964

- Olympisch kampioene 4 x 100 m estafette - 1964
- Europees kampioene 100 m - 1966
- Europees jeugdkampioene 100 m - 1964

## Persoonlijk record
| onderdeel | prestatie | datum       | plaats |
| --------- | --------- | ----------- | ------ |
| 100 m     | 11,1 s    | 9 juli 1965 | Praag  |

## Palmares

### 100 m
- 1964:  EJK - 11,6 s
- 1964:  OS - 11,64 s s
- 1965:  Europacup - 11,3 s
- 1966:  EK - 11,5 s

### 200 m
- 1965:  Europacup - 23,0 s
- 1966:  EK - 23,4 s

### 4 x 100 m estafette
- 1964:  OS - 43,6 s

1928: Rosenfeld, Smith, Bell, Cook ·
1932: Carew, Furtsch, Rogers, Von Bremen ·
1936: Bland, Rogers, Robinson, Stephens ·
1948: Stad-de Jong, Witziers-Timmer, van der Kade-Koudijs, Blankers-Koen ·
1952: Faggs, Jones, Moreau, Hardy ·
1956: Strickland, Croker, Mellor, Cuthbert ·
1960: Hudson, Williams, Jones, Rudolph ·
1964: Ciepły, Kirszenstein, Górecka, Kłobukowska ·
1968: Ferrell, Bailes, Netter, Tyus ·
1972: Krause, Mickler-Becker, Richter, Rosendahl ·
1976: Oelsner, Stecher, Bodendorf, Eckert ·
1980: Müller, Wöckel, Auerswald, Göhr ·
1984: Brown, Bolden, Cheeseborough, Ashford ·
1988: Brown, Echols, Griffith-Joyner, Ashford ·
1992: Ashford, Jones, Guidry, Torrence ·
1996: Devers, Miller, Gaines, Torrence ·
2000: Fynes, Sturrup, Davis, Ferguson ·
2004: Lawrence, Simpson, Bailey, Campbell ·
2008: Borlée, Mariën, Ouédraogo, Gevaert ·
2012: Madison, Felix, Knight, Jeter ·
2016: Madison, Felix, Gardner, Bowie ·
2020: Williams, Thompson-Herah, Fraser-Pryce, Jackson ·
2024: Jefferson, Terry, Thomas, Richardson
- Gemeinsame Normdatei: 1210497344
- World Athletics: 14430637
- Nederlandse Thesaurus van Auteursnamen: 409100013
- Virtual International Authority File: 4942149068412365730007
- WorldCat: E39PBJvXdktkDQt8WTdk4BFqcP